# Meester met de witte inscripties

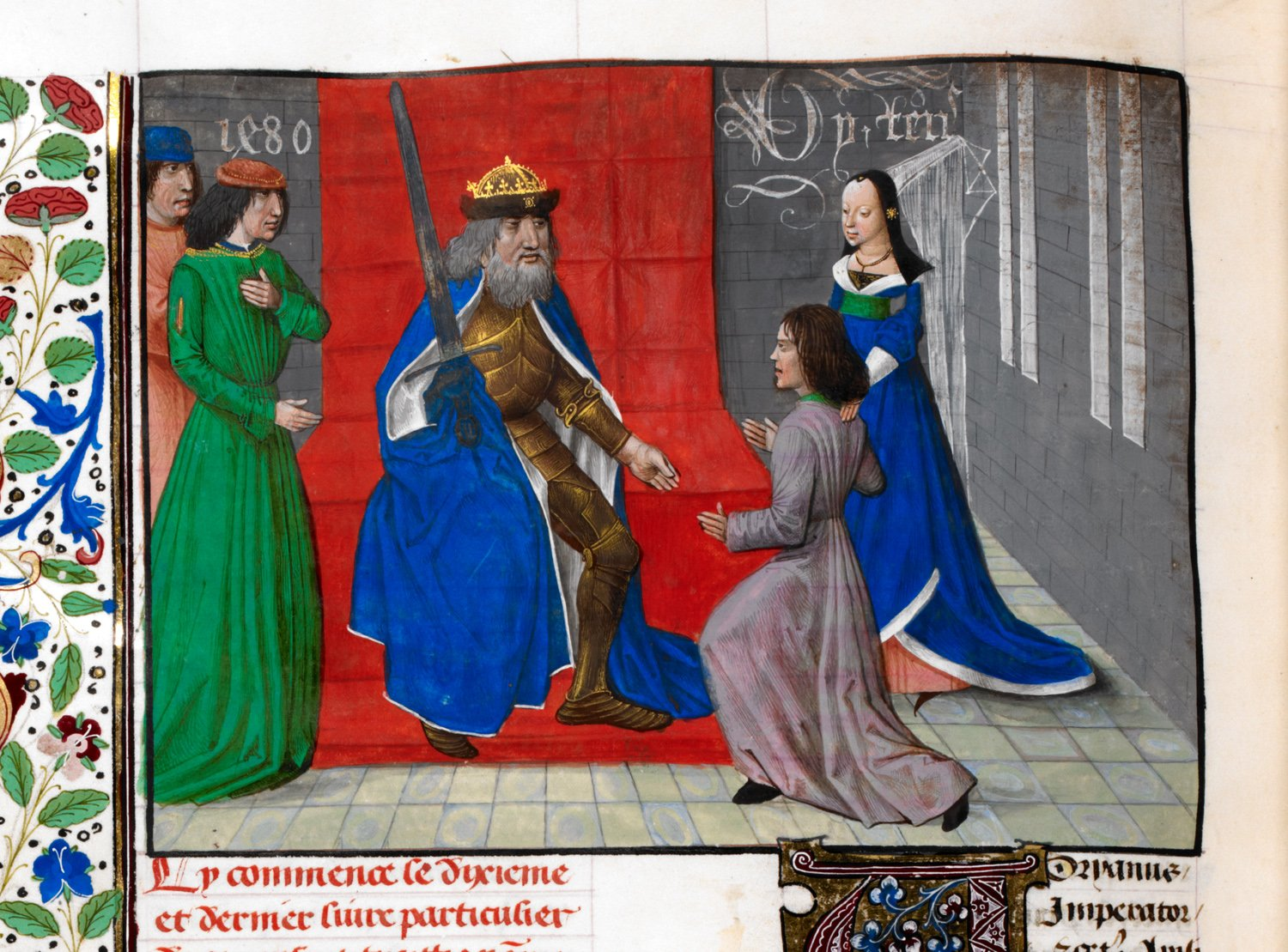
Voorstelling van Hadrianus aan Trajanus door Pompeia Plotina
Benvenuto da Imola, Romuleon, BL. ms. Royal 19 E v, fol. 367v.

De Meester met de witte inscripties is de noodnaam die gegeven werd aan een miniaturist die op de achtergrond van een aantal miniaturen een witte tekst schreef.

## Naamgeving
Hij kreeg zijn naam van Paul Durrieu in 1921, die zich baseerde op vier handschriften besteld door koning Eduard IV van Engeland. Een van de 'gesigneerde' miniaturen (in de Romuleon) bevatte de datum 1480. Omdat het vinden van een signatuur zeer belangrijk was werd die datum met de bijhorende tekst als een soort signatuur geïnterpreteerd.

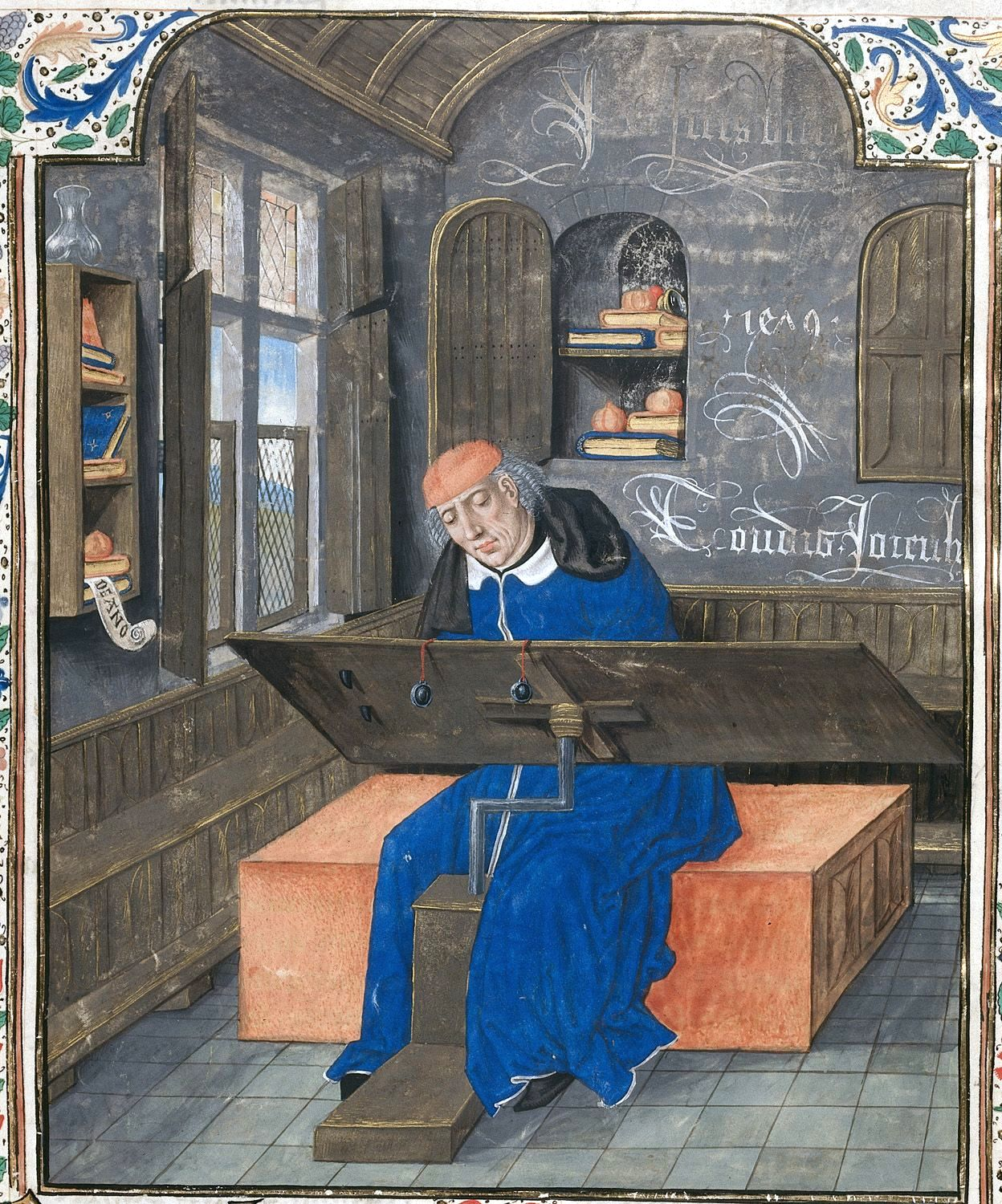
Afbeelding van de auteur Simon de Hesdin met op de muur de inscriptie 'Je suis bien toudis joieulx' en de datum 1479.

De inscripties zijn nochtans niet eenduidig voor toewijzing aan een bepaalde meester, ze komen maar op weinig aan de meester toegeschreven miniaturen voor en refereren niet altijd aan de inhoud van de illustratie. Dikwijls verwijzen de inscripties naar een staat van blijdschap zoals: 'Je suis bien toudis joieulx' (ik ben altijd zeer blij) en allerhande varianten daarop, en dat zou een soort devies van de meester kunnen zijn. Anderzijds is het zo dat we dergelijke inscripties ook bij andere miniaturisten aantreffen zoals bij Loyset Liédet, de Meester van Margaretha van York, de Meester van de Fitzwilliam 268, de Meester van de Getty Froissart en bij Lieven van Lathem. De praktijk van de witte inscripties was dus meer algemeen in de Zuidelijke Nederlanden vanaf eind jaren 1470 tot begin jaren 1480. De witte inscripties alleen volstaan dus niet om werken aan deze anonieme meester toe te schrijven, bij toeschrijving moet dus duidelijk ook rekening gehouden worden met de stijlkenmerken.
De meester werkte waarschijnlijk in Brugge gezien zijn samenwerking met een groep van miniaturisten die in de jaren 1470 tot 1490 regelmatig samenwerkten, waaronder: de Meester van de Harley Froissart, de Meester van de Soane Josephus, de Meester van Edward IV, de Meester met de spraakzame handen, de meester van het Weense en Kopenhaagse Gulden Vlies en de meester van de Londense Wavrin.

## Stijlkenmerken
Het duurde tot 1987 vooraleer Georges Dogaer een summiere beschrijving van de stijl van de meester publiceerde, maar het is Scot McKendrick die in de catalogus van de tentoonstelling Illuminating the Renaissance een eerste kritische stijlanalyse van de meester geeft. Hij zegt hierover dat de meester zijn miniaturen opmerkelijk zijn door hun eenvoudigheid. Ze behandelen dikwijls maar één onderwerp met een minimum aan personages en decor. De mannelijke figuren zijn meestal lelijk, zwaar van gestalte en afgebeeld in onhandige houdingen die een agressief karakter suggereren. De vrouwelijke figuren zijn ook hoekig maar toch eleganter uitgetekend. De gezichten zijn weinig geïndividualiseerd en suggereren passiviteit. Interieurs bevatten weinig meubels en zijn nauwelijks gedecoreerd. Het palet wordt gedomineerd door oranje, groen en grijs of zwart. Hanno Wijsman merkt dan weer op dat er grote verschillen zijn in het oeuvre dat aan de meester is toegewezen. Volgens hem zijn zowel de landschappen als de personages soms plat en zonder details en dan weer gedetailleerd en met een weids uitgewerkt panorama.

## Werken
Hierbij enkele van de werken die aan de meester werden toegeschreven. Alle handschriften die aan de meester zijn toegeschreven zijn van seculiere aard en geschreven in het vernaculair. Ze komen uit het commerciële circuit dat tussen 1470 en 1490 in Brugge actief was. De eerste vier vormden de basis van zijn oeuvre volgens Paul Durrieu en Friedrich Winkler. Voor sommige werken op de lijst wordt alleen de frontispice aan de meester toegewezen, in de andere heeft hij meestal meerdere miniaturen gerealiseerd. In 2011, ten tijde van de tentoonstelling Vlaamse Miniaturen: 1404-1482 in de Koninklijke Bibliotheek van België en de Bibliothèque nationale de France (2012), waren miniaturen in 15 werken aan deze meester toegeschreven.
- De casibus virorum illustrium / De claris mulieribus van Giovanni Boccaccio, Franse vertaling van Laurent de Premierfait, Londen, British Library, Ms. Royal 14 E v.[3]; ondertussen door Scot McKendrick toegeschreven aan de Meester van de Getty Froissart.[2]
- Facta et dicta memorabilia van Valerius Maximus, Franse vertaling van Simon de Hesdin en Nicolas de Gonesse, Londen, British Library, Ms. Royal 18 E iii-iv.[3]
- Fleur des Histoires van Jean Mansel, boeken 2 & 3, Londen, British Library, Ms. Royal 18 E vi.[3]
- Romuleon van Benvenuto da Imola, Franse vertaling van Jean Miélot, Londen, British Library, Ms. Royal 19 E v.[3]
- Chemin de Vaillance van Jean de Courcy, Londen, British Library, Ms. Royal 14 E ii.
- Cité de Dieu, Franse vertaling van Raoul de Presle van het werk van Augustinus van Hippo, Londen, British Library, Ms. Royal 17 F iii.
- Speculum Historiale van Vincent de Beauvais, Franse vertaling van Jean de Vignay, Londen, British Library, Ms. Royal 14 E i. - Uitsluitend de frontispice -
- Chroniques d'Angleterre Jean de Wavrin, Londen, British Library, Ms. Royal 14 E iv.
- Opus ruralium van Pietro de' Crescenzi, Franse vertaling van Jean Corbechon, Londen , British Library, Ms. Royal 19 E v. - Uitsluitend de frontispice -
- Le livre des faits van Jacques de Lalaing, Parijs, Bibliothèque nationale de France, Ms. fr. 16830.[4] - Uitsluitend de frontispice -
- Chroniques van Froissart, Los Angeles, J. Paul Getty Museum, Ms. Ludwig XIII 7.
- Histoire de la Toison d'Or 'boek 1), Guillaume Fillastre, Parijs, Bibliothèque nationale de France, Ms. fr. 139. - Uitsluitend de frontispice -
- Histoire de la Toison d'Or (boek 2), Guillaume Fillastre, Brussel, Koninklijke Bibliotheek van België, Ms. 9028. - Uitsluitend de frontispice -